# Ludomir Smosarski
Ludomir Smosarski (ur. 6 września 1926 w Wilnie, zm. 8 marca 2008) – polski historyk. 

## Życiorys
Syn Feliksa i Gabrieli. Studia w SGPiS i historyczne na UW. Pracował w Zakładzie Historii Partii przy KC PZPR, w latach 1965-1967 był członkiem redakcji kwartalnika Z Pola Walki. Od  1971 pracownik  Centralnego Archiwum KC PZPR. Związany też z Akademią Nauk Społecznych. Autor haseł w Polskim Słowniku Biograficznym i Słowniku biograficznym działaczy polskiego ruchu robotniczego.
Został pochowany na cmentarzu ewangelicko-reformowanym w Warszawie (kwatera 7-1-13). 

## Wybrane publikacje
- Społeczeństwo polskie wobec rewolucji październikowej: marzec 1917 - listopad 1948: wybór dokumentów, wybór, wstęp i przypisy Ludomir Smosarski, Warszawa: "Książka i Wiedza" 1957.
- Materiały do bibliografii publikacji Polskiej Partii Robotniczej: 1942-1948, Warszawa: Centralne Archiwum KC PZPR. Dział Publikacji i Dokumentacji 1976.
- (przekład) Karl Heinz Biernat, Luise Kraushaar, Organizacja Schulze-Boysena - Harnacka w walce antyfaszystowskiej, tł. z niem. Ludomir Smosarski, Warszawa: "Książka i Wiedza" 1977.
- 40-lecie powrotu Ziem Zachodnich i Północnych do Polski: polskie Ziemie Zachodnie i Północne 1945-1985: biblioteka selekcyjna druków zwartych, Warszawa: ANS 1987.